# Triadillo sarawakensis
Triadillo sarawakensis là một loài chân đều trong họ Armadillidae. Loài này được Schultz miêu tả khoa học năm 1982.